# 新兴公主 (北周)
新兴公主（?—?），为南北朝北周公主，晋公宇文护的女儿。
宇文氏封新兴公主，嫁西魏功臣苏绰子苏威。苏威少有父风，袭爵美阳伯。娶新兴公主，拜车骑大将军。苏威后来成为隋文帝的开国功臣。也是贯穿整个隋朝的执政大臣。